# تيزو تاكيوتشي
تيزو تاكيوتشي (竹 内 悌 三) (ولد 6 نوفمبر 1908 - 12 أبريل 1946) هو لاعب كرة قدم ياباني، شارك في دورة الألعاب الاولمبية الصيفية عام 1936 في برلين. خدم في الجيش واُعتقل في الاتحاد السوفيتي بعد الحرب. في عام 1946 مات في معسكر الاعتقال في سيبيريا.

## روابط خارجية
- تيزو تاكيوتشي على موقع الاتحاد الدولي (مؤرشف)  (الإنجليزية)
- تيزو تاكيوتشي على موقع ناشيونال فوتبول تيمز (الإنجليزية)
- تيزو تاكيوتشي على موقع عالم كرة القدم.نت (الإنجليزية)
- تيزو تاكيوتشي على موقع أوليمبيديا (الإنجليزية)

1. ↑  "竹内悌三 (Teizo Takeuchi)" (باليابانية). Footballjapan.jp. Archived from the original on 2018-05-19. Retrieved 2010-10-05.

Japan Football Association official site